# Miasta w Kazachstanie
Według danych oficjalnych pochodzących z 2012 roku Kazachstan posiadał ponad 60 miast o ludności przekraczającej 14 tys. mieszkańców. Największym miastem jest dawna stolica kraju Ałmaty, które jako jedyne miasto liczyło ponad 1 milion mieszkańców; obecna stolica, Astana, zajmuje drugie miejsce i z miastem Szymkent kwalifikuje się do miast z ludnością 500÷1000 tys.; 18 miast z ludnością 100÷500 tys.; 6 miast z ludnością 50÷100 tys.; 30 miast z ludnością 25÷50 tys. oraz reszta miast poniżej 25 tys. mieszkańców. W sumie w kraju znajduje się 88 miast (z czego 15% to miasta o populacji powyżej 200 tysięcy mieszkańców).
Ludność miejska stanowi 57% ogółu ludności Kazachstanu.

## Największe miasta w Kazachstanie
Największe miasta w Kazachstanie według liczebności mieszkańców (stan na 2020 rok):
| Lp. | Miasto                     | Obwód                   | Liczba ludności |
| --- | -------------------------- | ----------------------- | --------------- |
| 1   | Ałmaty (Алматы)            | ałmacki                 | 1 916 782       |
| 2   | Astana (Астана)            | miasto Astana           | 1 136 008       |
| 3   | Szymkent (Шымкент)         | południowokazachstański | 1 036 144       |
| 4   | Aktobe (Ақтөбе)            | aktobski                | 500 798         |
| 5   | Karaganda (Қарағанды)      | karagandyjski           | 497 698         |
| 6   | Taraz (Тараз)              | żambylski               | 358 063         |
| 7   | Pawłodar (Павлодар)        | pawłodarski             | 333 795         |
| 8   | Ust-Kamienogorsk (Өскемен) | wschodniokazachstański  | 333 178         |
| 9   | Semej (Семей)              | abajski                 | 324 005         |
| 10  | Atyrau (Атырау)            | atyrauski               | 271 919         |

## Alfabetyczna lista miast w Kazachstanie
(w nawiasie nazwa oryginalna w języku kazachskim, czcionką pogrubioną wydzielono miasta powyżej 1 mln)

- Abaj (Абай)
- Ajagöz (Аягөз)
- Aksaj (Ақсай)
- Aksu (Ақсу)
- Aktau (Ақтау)
- Aktobe (Ақтөбе)
- Ałga (Алға)
- Ałmaty (Алматы)
- Ałtaj (Алтай)
- Aralsk (Арал)
- Arkałyk (Арқалық)
- Arys (Арыс)
- Astana (Астана)
- Atbasar (Атбасар)
- Atyrau (Атырау)
- Bajkonur (Байқоңыр / Байконур)
- Bałchasz (Балқаш)
- Chromtau (Хромтау)
- Dierżawinsk (Державинск)
- Fort-Szewczenko (Форт-Шевченко)
- Jekybastuz (Екібастұз)
- Jesyk (Есік)
- Kandyagasz (Қандыағаш)
- Karaganda (Қарағанды)
- Karatau (Қаратау)
- Kaskeleng (Қаскелең)
- Kentau (Кентау)
- Kokczetaw (Көкшетау)
- Konajew (Қонаев)
- Kustanaj (Қостанай)
- Kyzyłorda (Қызылорда)
- Lenger (Леңгір)
- Lisakowsk (Лисаковск)
- Makinsk (Макинск)
- Mamlut (Мамлют)
- Pawłodar (Павлодар)
- Pietropawłowsk (Петропавл)
- Ridder (Риддер)
- Rudnyj (Рудный)
- Saran (Саран)
- Sarkan (Сарқант)
- Saryagasz (Сарыағаш)
- Sätbajew (Сәтбаев)
- Semej (Семей)
- Stiepniak (Степняк)
- Stiepnogorsk (Степногор)
- Szachtinsk (Шахтинск)
- Szałkar (Шалқар)
- Szardara (Шардара)
- Szczuczyńsk (Щучинск)
- Szemonaicha (Шемонаиха)
- Szu (Шу)
- Szymkent (Шымкент)
- Tałdykorgan (Талдықорған)
- Tałgar (Талғар)
- Taraz (Тараз)
- Tekely (Текелі)
- Temyr (Темір)
- Temyrtau (Теміртау)
- Turkiestan (Түркістан)
- Uralsk (Орал)
- Ust-Kamienogorsk (Өскемен)
- Üsztöbe (Үштөбе)
- Żangaözen (Жаңаөзен)
- Żangatas (Жаңатас)
- Żarkent (Жаркент)
- Żem (Жем)
- Żetysaj (Жетісай)
- Żezkazgan (Жезқазған)
- Żytykara (Жітіқара)

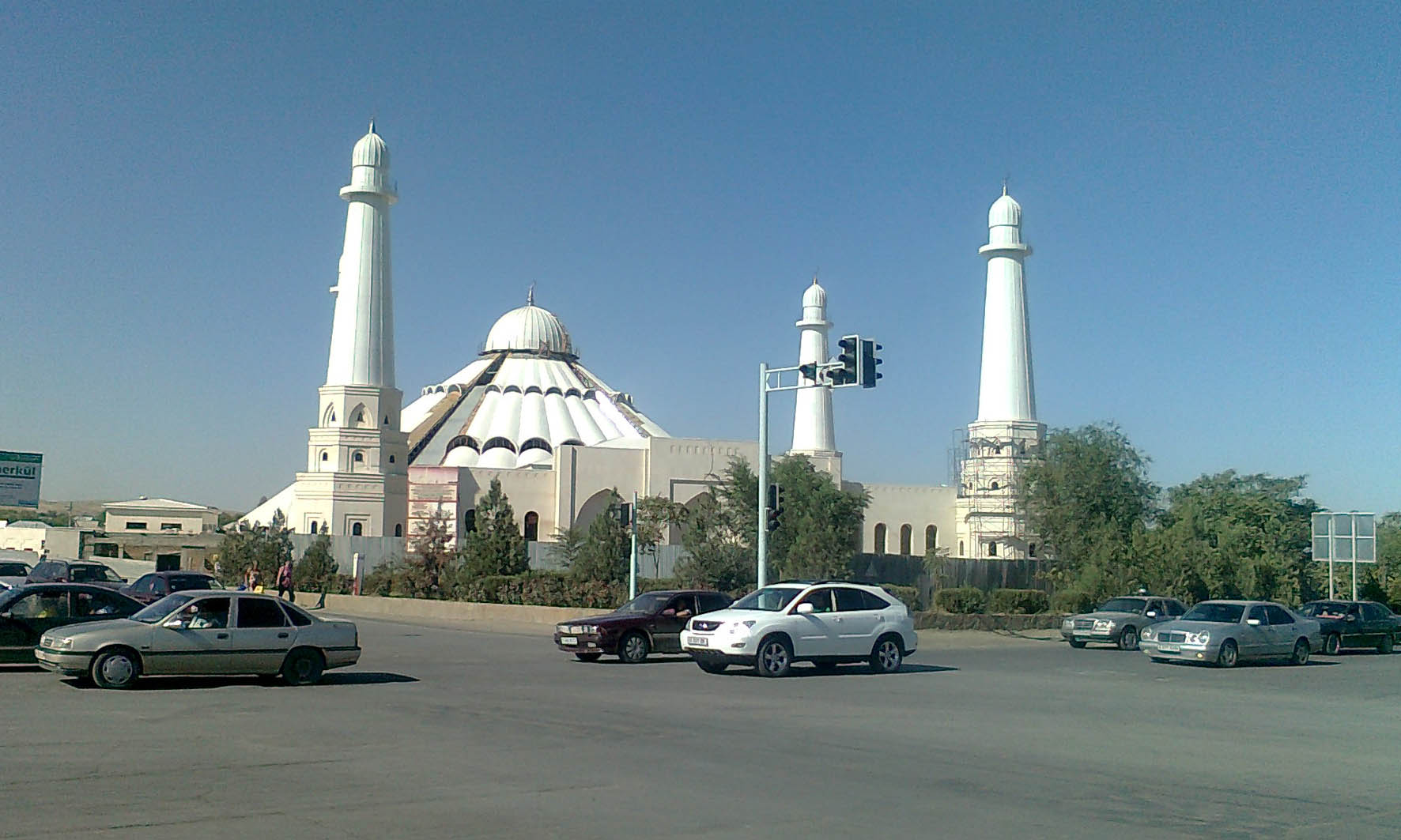
Meczet w Szymkencie
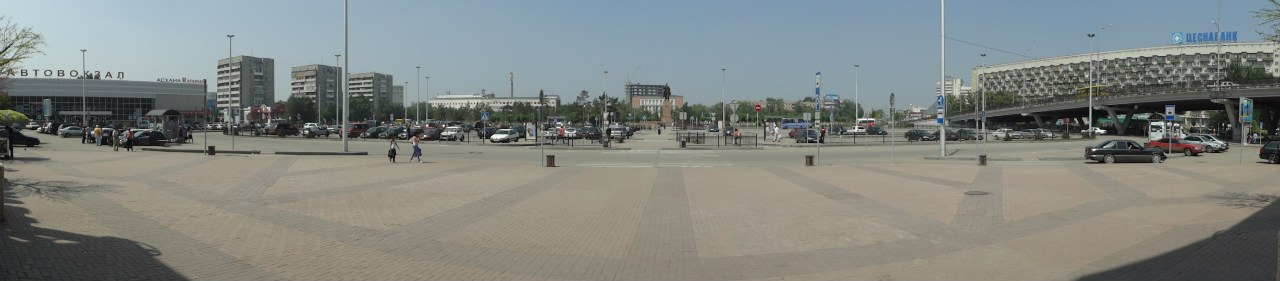
Dworzec kolejowy Passazhirskaya w Karagandzie
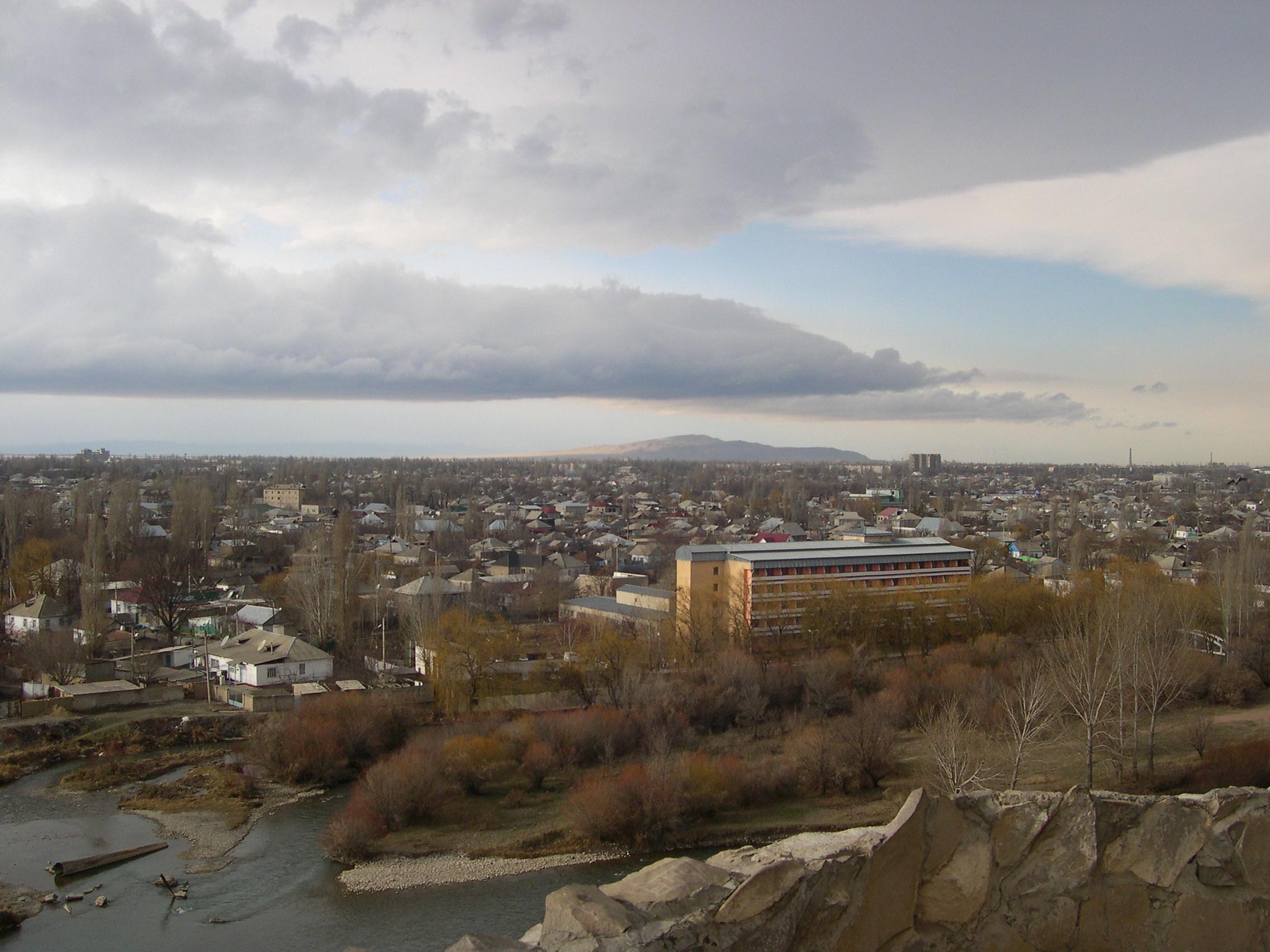
Widok na miasto Taraz
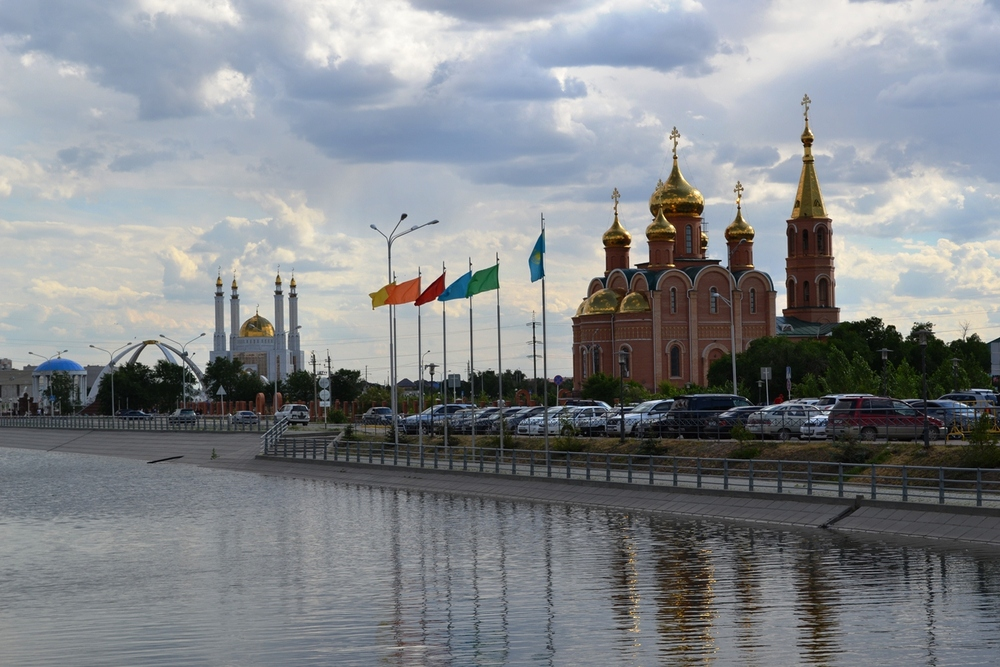
Katedra św. Mikołaja w Aktobe